# Slagadersysteem
Het slagadersysteem is de verzameling van alle slagaders of arteriën, dat wil zeggen de aanvoerende bloedvaten voor de haarvaten of capillairen. De terugvoerende bloedvaten die bloed naar het hart terug laten stromen worden aders of venen genoemd en samen het veneuze systeem. Slagaders kenmerken zich histologisch door glad spierweefsel in de wand.